# (5489) Oberkochen
(5489) Oberkochen es un asteroide perteneciente al cinturón de asteroides descubierto el 17 de enero de 1993 por Yoshio Kushida y el también astrónomo Osamu Muramatsu desde el Yatsugatake-Kobuchizawa Observatory, Japón.

## Designación y nombre
Designado provisionalmente como 1993 BF2. Fue nombrado Oberkochen en homenaje a la ciudad alemana en que se localizan los trabajos ópticos de Zeiss. Este planeta menor fue descubierto durante una noche en que dos ingenieros de Zeiss visitaron el observatorio.

## Características orbitales
Oberkochen está situado a una distancia media del Sol de 2,626 ua, pudiendo alejarse hasta 3,107 ua y acercarse hasta 2,145 ua. Su excentricidad es 0,183 y la inclinación orbital 13,99 grados. Emplea 1554,72 días en completar una órbita alrededor del Sol.

## Características físicas
La magnitud absoluta de Oberkochen es 11,5. Tiene 13,104 km de diámetro y su albedo se estima en 0,258. 